# Ванчиков, Галсан-Чойроп
Галсан-Чойроп Ванчиков (1816—1873) — бурятский религиозный деятель, 7-й Пандидо Хамбо-лама, глава буддистов Российской империи (1860—1872).

## Биография
Родился в 1816 году в местности Сагаан-Бургаасун возле улуса Ацула (современный Селенгинский район Бурятии). Отец его принадлежал к знатному княжескому роду.
В возрасте 7 лет Ванчиков был отдан на учёбу в Цугольский дацан. В 24 года познакомился со знаменитым учителем Хорчид гэгээном Галсан-Содбо из Монголии. Три года Ванчиков сопровождал великого учителя в его путешествиях по Бурятии с проповедью учения.
В 1860 году избран седьмым Пандидо Хамбо-ламой. На этом посту способствовал организации классического буддистского образования в дацанах. 
В 1867 году Ванчиков награждён дипломом и золотой медалью Императорского общества любителей естествознания за содействие в пополнении экспозиции Русской этнографической выставки. 
Выступал против насильственной христианизации бурят. За это в 1872 году указом генерал-губернатора Восточной Сибири Н.П. Синельникова за неповиновение отстранён от должности.
После этого продолжал вести активную проповедническую деятельность. Летом 1873 года великий Ванчиков в местности Харуул-Нюга принимает участие во встрече цесаревича, будущего императора Александра III.
Умер осенью 1873 года.

## Память
- В 2004 году в улусе Ацула по инициативе Пандито Хамбо ламы Дамбы Аюшеева и силами земляков был возведён и освящён субурган Галсан-Чойропа Ванчикова.
- Осенью 2006 года здесь прошло празднование 190-летия Галсан-Чойроп Ванчикова. Ежегодно в этом месте проходят молебен и Эрын Гурбан Наадан с участием Пандито Хамбо ламы и Ширээтэ-лам Буддийской традиционной Сангхи России.